# Bolbosoma balaenae
Bolbosoma balaenae es una especie de acantocéfalo del género Bolbosoma, familia Polymorphidae. Fue descrita originalmente por Johann Friedrich Gmelin en 1790 como Echinorhynchus balaenae, siendo descrita como parte de Bolbosoma por Porta en 1908. Se encuentra en la Antártida, el océano Austral, el océano Atlántico norte, Nueva Zelanda y el mar Tirreno.